# Moore (Montana)
Moore é uma vila  localizada no estado americano de Montana, no Condado de Fergus.

## Demografia
Segundo o censo americano de 2000, a sua população era de 186 habitantes.
Em 2006, foi estimada uma população de 186, um aumento de 0 (0.0%).
Em 2010, Moore tinha 193 habitantes, de acordo com o censo realizado nesse ano.

## Geografia
De acordo com o United States Census Bureau tem uma área de
0,6 km², dos quais 0,6 km² cobertos por terra e 0,0 km² cobertos por água. Moore localiza-se a aproximadamente 1268 m acima do nível do mar.

## Localidades na vizinhança
O diagrama seguinte representa as localidades num raio de 36 km ao redor de Moore.